# 拉差尼·西派万
拉差尼·西派万（1930年3月11日—2014年4月15日）是泰语学家，作家和学者。她是泰语教科书系列《玛尼和她的朋友们》的作者，从1978年至1994年在泰国1至6年级全部小学使用。她的书也被用来在澳大利亚制作泰语课程。她在2013年获得了Narathip奖。
西派万出生在泰国玛哈沙拉堪府的哥颂披柿县。她曾就读玛哈沙拉堪小学。然后她参加Wang Chankasem教师培训学校。她还在曼谷的教育学院学习，现在被称为诗纳卡宁威洛大学。
拉差尼·西派万于2014年4月15日在曼谷维柴尤特医院逝世，享年84岁。